# 特里西奥
特里西奥，是西班牙拉里奥哈自治区的一个市镇。总面积6平方公里，总人口403人（2001年），人口密度67人/平方公里。